# (9506) Telramund
(9506) Telramund (5200 T-2) – planetoida z pasa głównego asteroid okrążająca Słońce w ciągu 5,18 lat w średniej odległości 2,99 j.a. Odkryta 25 września 1973 roku.